# نورپردازی رامبراند

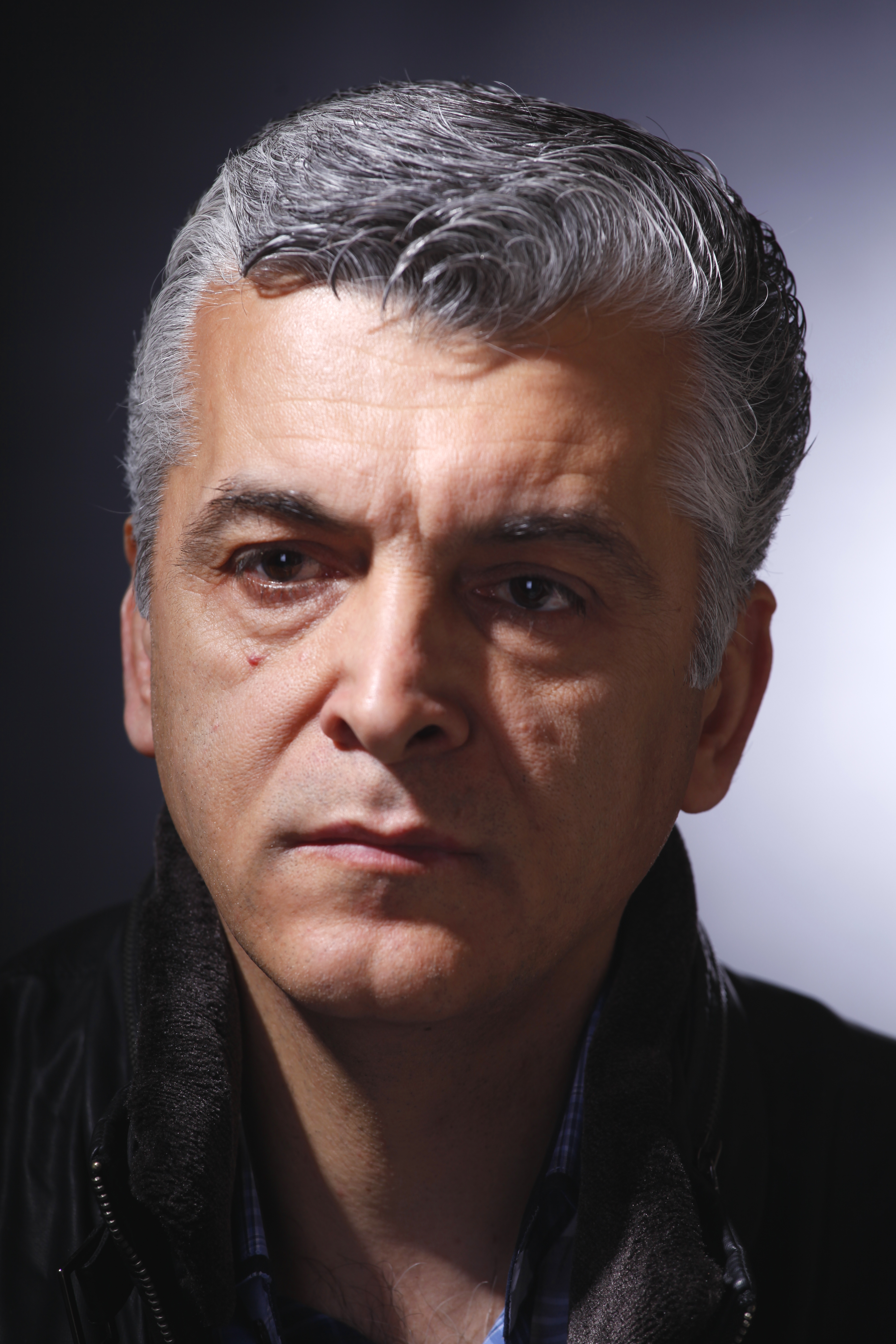
نورپردازی رامبراند در عکاسی تک چهره

نورپردازی رامبرند، از سبک نورهای نقاشی‌های رامبراند (نقاش هلندی سده ۱۷) بر گرفته شده‌است، و در اصل، امضای نقاشی‌های پرترهٔ وی است.
این نوع نورپردازی، با جابجا کردن نور Loop Lighting به نحوی که سایهٔ بینی به سایهٔ گونه، اندکی متصل شده و منطقه‌ای مثلث مانند، زیر چشم تولید شود، به وجود میاید.
با استفاده از یک Light Modifier (که اندازهٔ منبع نوری را بزرگ و آن را نرم کند؛ مثل چتر یا سافت باکس) و نزدیک کردن آن به چهرهٔ سوژه، سایه‌ها بسیار غنی شده و نتیجه به شاهکارهای رامبراند، نزدیک تر می‌شود.

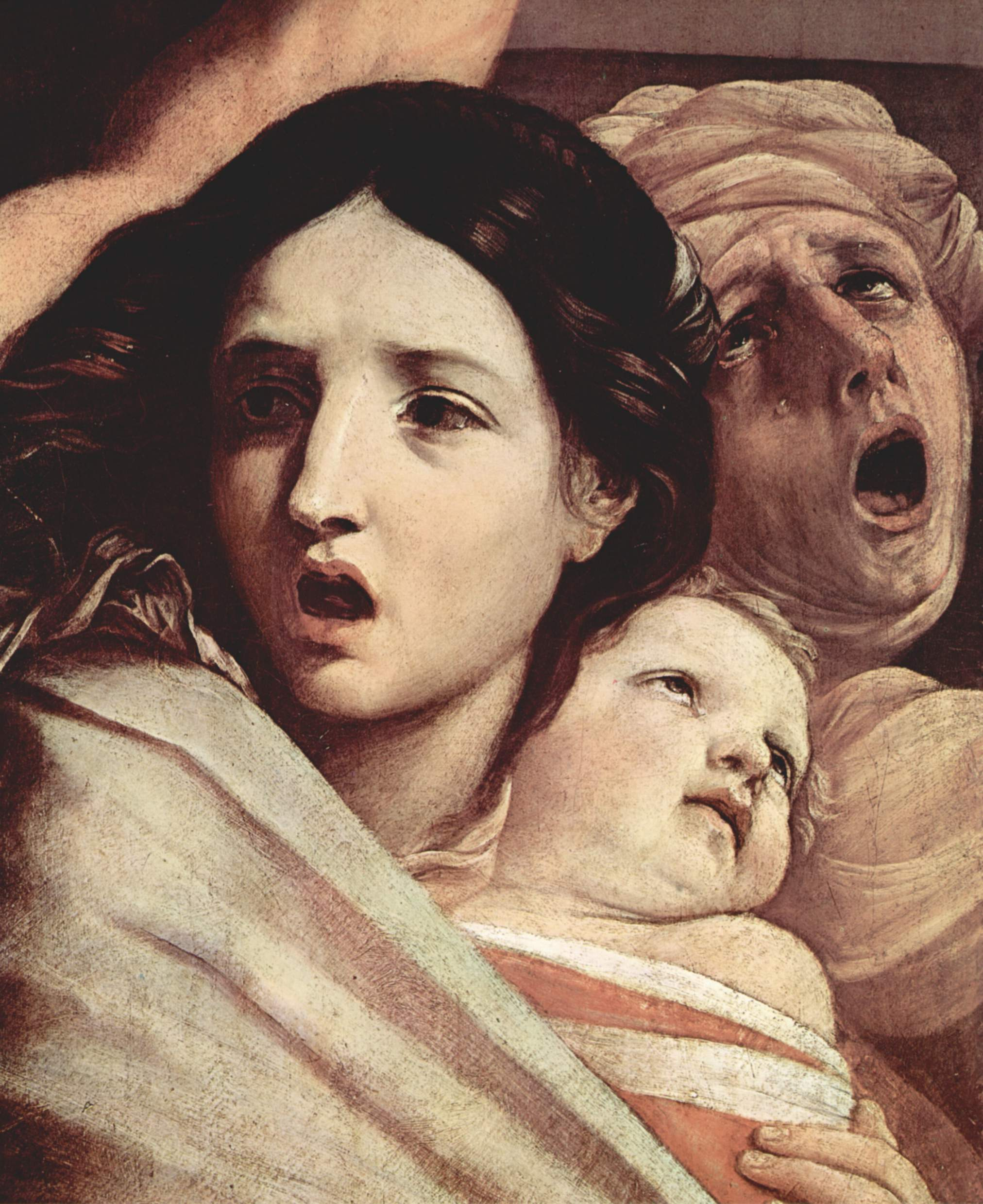
یک نقاشی با سبک نورپردازی رامبراند